# Senopterina varia
Senopterina varia is een vliegensoort uit de familie van de Platystomatidae. De wetenschappelijke naam van de soort is voor het eerst geldig gepubliceerd in 1900 door Coquillett.